# Meikleour
Meikleour ist eine Ortschaft in der schottischen Council Area Perth and Kinross. Sie liegt in der traditionellen Grafschaft Perthshire rund 16 Kilometer nordöstlich des Zentrums von Perth und 26 Kilometer nordwestlich des Zentrums von Dundee am linken Ufer des Tay. Südlich der Ortschaft mündet der Isla in den Tay.
Der Ortsname Our leitet sich aus dem Gälischen ab und bedeutet „Eibe“. Der Zusatz meikle bedeutet „groß“ und unterscheidet Meikleour vom benachbarten Littleour.

## Geschichte
Östlich von Meikleour finden sich verschiedene archäologische Fundstätten. So verläuft dort der stellenweise gut erhaltene steinzeitliche Cursus Cleaven Dyke. Prähistorische Besiedlungsspuren finden sich östlich und südöstlich. Am rechten Ufer des Isla rund drei Kilometer südöstlich von Meikleour liegen die Tumuli von Hallhole.
Als nördlichste Befestigungslinie der römischen Besatzung Schottlands wurde im 1. Jahrhundert die Gask-Ridge-Linie errichtet. Als Teil dieser Grenzbefestigung wurde westlich von Meikleour das Legionslager Inchtuthil eingerichtet. Südöstlich der Ortschaft befand sich auf dem Black Hill ein römischer Wachturm.
1392 ist urkundlich die Einrichtung des Baronats Meikleour als Lehen der Mercers of Meikleour and Aldie erwähnt. Die Mercers unterhielten am Tay-Ufer südwestlich der Ortschaft ihren Sitz, auf den das heutige Herrenhaus Meikleour House mit den Meikleour Beech Hedges zurückgeht. Das Anwesen zählt heute zu den Besitztümern der Marquess’ of Lansdowne, welche den nachgeordneten Titel des Lord Nairne geerbt haben.
1665 wurde Meikleour als Burgh of Barony installiert. Von dem damit verbundenen Marktrecht zeugt heute noch das Marktkreuz Meikleour Cross.

## Verkehr
Als Hauptverkehrsstraße verläuft die A984 (Dunkeld–Coupar Angus) durch Meikleour. Sie quert einen Kilometer östlich der Ortschaft die passierende, von Perth nach Aberdeen führende A93. Diese quert den Isla auf der Bridge of Isla, einer Bogenbrücke aus den 1790er Jahren.